# Lauterbach (Warndt)
Lauterbach ist ein Ortsteil der Stadt Völklingen im saarländischen Regionalverband Saarbrücken. Bis Ende 1973 war Lauterbach eine eigenständige Gemeinde.

## Geographie
Die Gemarkung Lauterbach hat zwei Berge: den Mühlenberg und den Brunnenberg. Vom Bach Lauterbach wurde früher der Mühlenbach zum Betrieb einer Mühle abgezweigt.

### Lage
Der Ort liegt an der deutsch-französischen Grenze im äußersten Südwesten des Saarlandes. Seine Nachbarorte sind auf deutscher Seite Ludweiler und Karlsbrunn, auf französischer Seite Carling. Im Oktober 2005 hatte Lauterbach 2672 Einwohner. Es liegt im Warndt, einem ausgedehnten Waldgebiet (ehemaliges Jagdgebiet der Grafen von Nassau-Saarbrücken). Namensgeber ist der Lauterbach, ein kleiner Bach, der in Frankreich entspringt und in die Rossel mündet.

### Ortsteile
Der eigentliche Ortskern lässt sich grob in Ober- und Unterdorf gliedern. Dazu kamen seit den 1950er Jahren einige Neubaugebiete.

## Geschichte

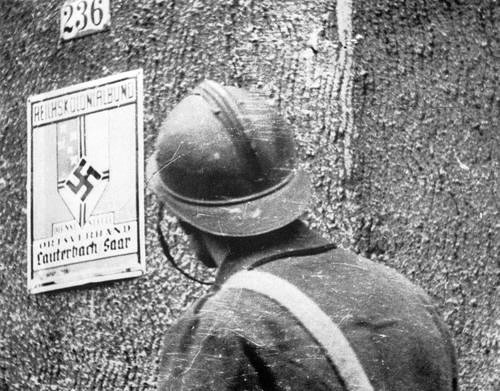
Lauterbach (hier die örtliche Außenstelle des Reichskolonialbunds) war aufgrund der kurzlebigen Saar-Offensive kurzzeitig im September 1939 französisch besetzt.

Am 11. Februar 1707 wurde an diesem Bach eine Glashütte erbaut. Daraus entwickelte sich der Ort Lauterbach. Als die Grafschaft Nassau-Saarbrücken 1770 Lauterbachs Nachbarort Karlingen (heute: Carling) an Ludwig den XV. abtrat, wurde Lauterbach Grenzort. 1792 besetzten Truppen der französischen Revolution die Grafschaft Nassau-Saarbrücken. Alle Gemeinden des Warndts wurden daraufhin zu einer Mairie zusammengeschlossen, deren Verwaltungssitz in Ludweiler (einem Nachbarort Lauterbachs) war. Nach der Niederlage Napoleons wurde Lauterbach auf dem Wiener Kongress 1815 Preußen zugeschlagen und wurde 1822 Teil der Rheinprovinz. Durch den Sieg Preußens und seiner Verbündeten im Deutsch-Französischen Krieg fiel 1871 die Staatsgrenze wieder weg. Lauterbach grenzte von nun an an die Reichslande Elsass-Lothringen. Seit 1918 ist Lauterbach wieder Grenzort. 1939 und 1944 kam es – kriegsbedingt – zu zahlreichen Zerstörungen. Der Ort wurde 1939 kurzzeitig von französischen Truppen besetzt. Von 1947 bis 1957 gehörte Lauterbach zum damals Autonomen Saarland. Seit 1957 gehört es mit dem Land Saarland zur Bundesrepublik Deutschland. 1969 besuchte Willy Brandt Lauterbach.
Im Rahmen der saarländischen Gebiets- und Verwaltungsreform wurde die bis dahin eigenständige Gemeinde Lauterbach am 1. Januar 1974 der Stadt Völklingen zugeordnet.
Nach Entstehen des Schengen-Raums wurde die Zollstation Lauterbach aufgelöst.

### Entwicklung
Lauterbach wurde als Glasmacherdorf gegründet. Im Zuge der französischen Revolution gingen die Absatzmärkte verloren, so dass 1790 die Glashütte schloss. Es folgte eine Übergangsperiode, in der die Bewohner vor allem Landwirtschaft betrieben. Mit Beginn der Industrialisierung entstanden an der Saar und in Lothringen zahlreiche Gruben, so dass sich Lauterbach zu einem Bergmannsdorf wandelte.

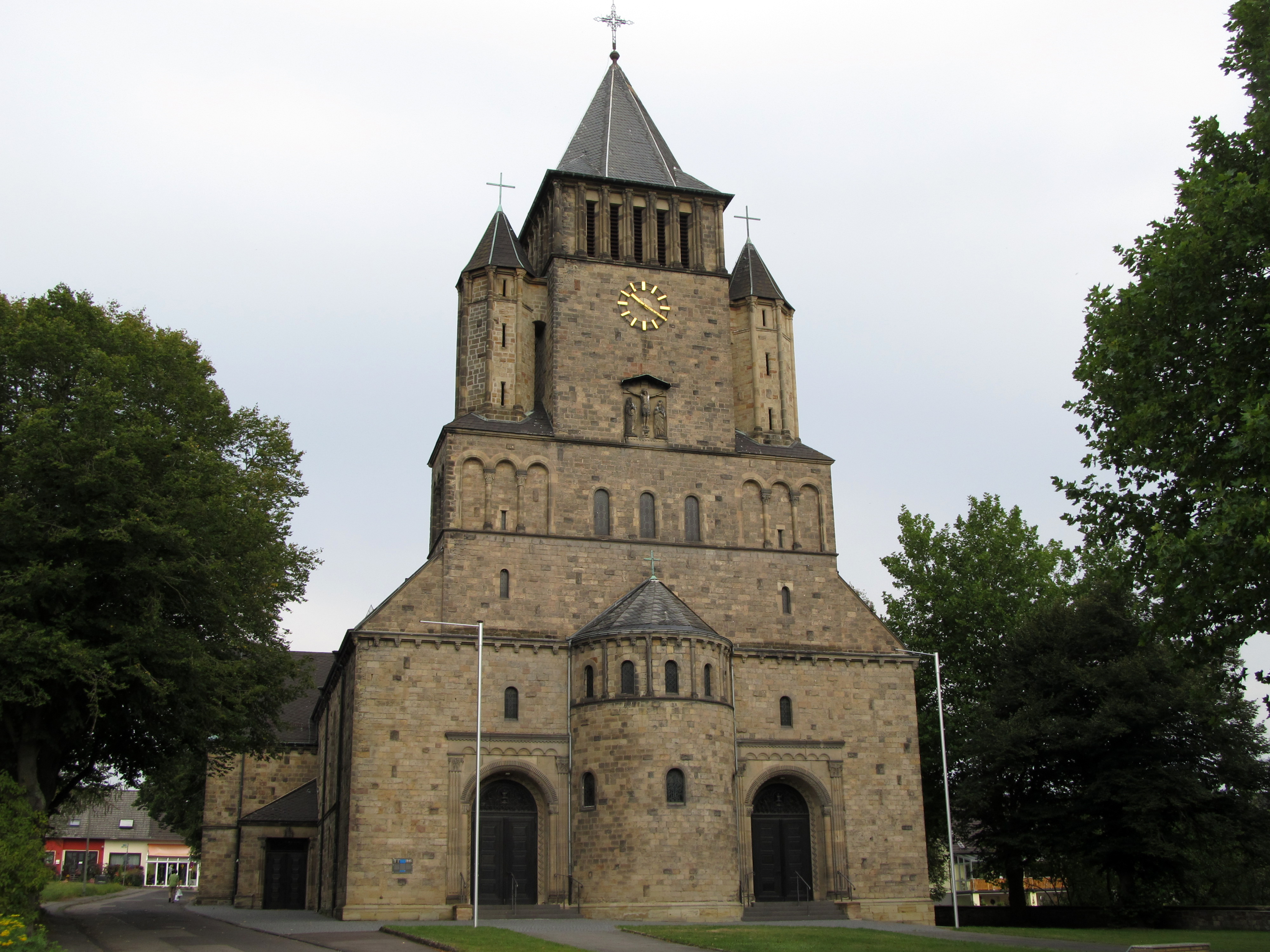
Katholische Kirche St. Paulinus

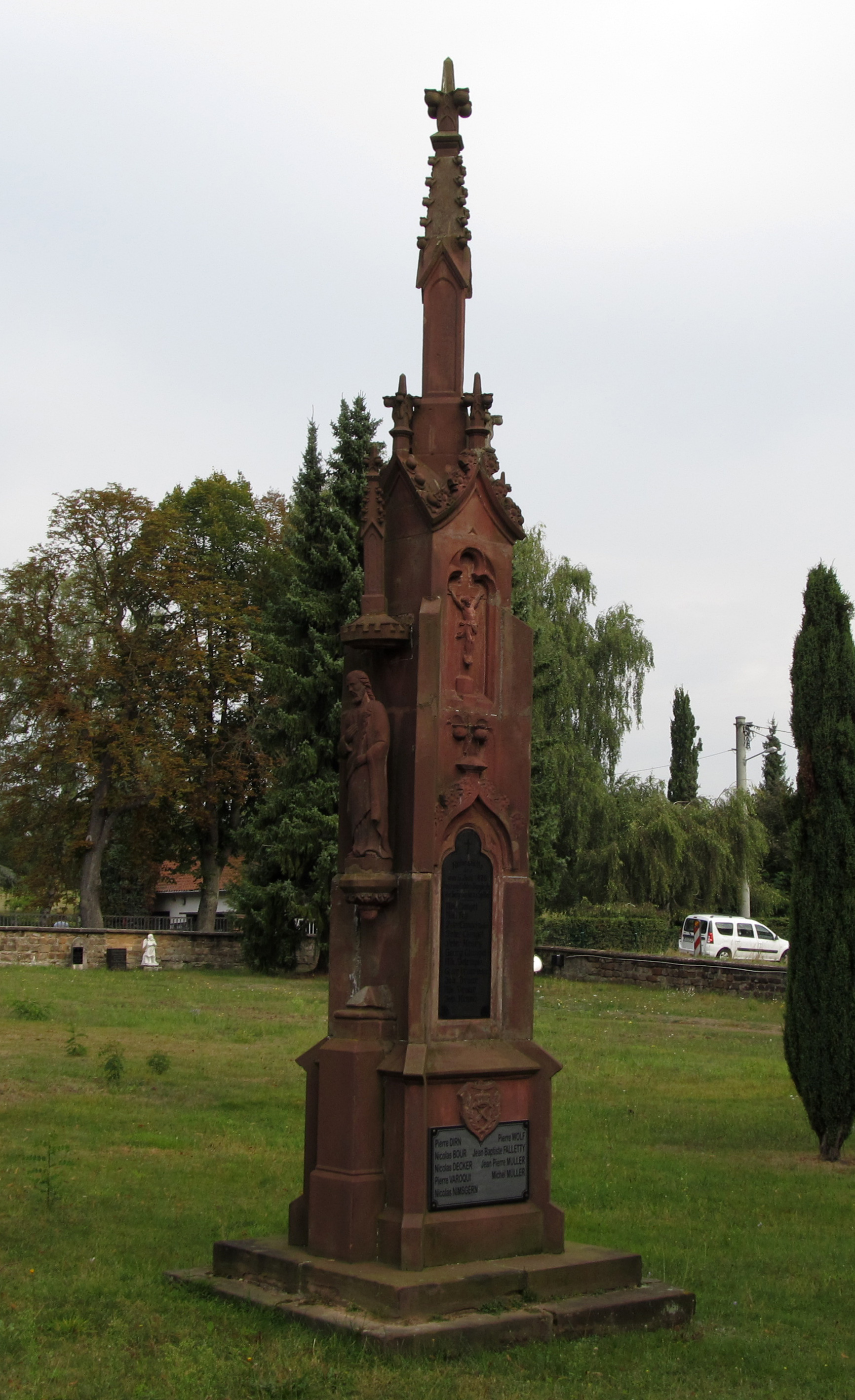
Bergmannsdenkmal

## Politik
Ortsvorsteher: Erik Roskothen (SPD)
Die Stimmenverteilung im Ortsrat nach der letzten Kommunalwahl am 25. Mai 2014:
- SPD: 7 Sitze
- CDU: 4 Sitze

## Wappen
Das ehemalige Gemeindewappen von Lauterbach ist ein grüner Schild (= Warndtwald), schräglinks durch einen Wellenbalken (= Symbol für den Lauterbach) geteilt. Zwei Glasmacherpfeifen in der oberen Hälfte stehen für die Entstehung des Ortes aus einer Glashütte. Eine Wolfsangel in der unteren Hälfte zeigt die Zugehörigkeit Lauterbachs zur Grafschaft Nassau-Saarbrücken. Die Verleihung des Wappens erfolgte am 15. Juni 1964.

## Sehenswürdigkeiten
- Katholische Kirche St. Paulinus im neoromanischen Stil (Warndtdom), benannt nach Paulinus von Trier
- Neugotisches Denkmal für die 1876 bei einem Grubenunglück getöteten 35 deutschen und französischen Bergleute
- Dorfkreuz von 1785
- Denkmal für den im 19. Jahrhundert während einer Jagd tödlich verunglückten Colonel Humbert de Girecourt
- Durch Lauterbach verläuft der Hugenottenweg/Sentier des Huguenots. Der Wanderweg entspricht dem Weg, den die Hugenotten aus dem französischen Courcelles zwischen 1685 und 1787 zurücklegen mussten, um in Lauterbachs Nachbarort Ludweiler den reformierten Gottesdienst besuchen sowie Trauungen und Taufen durchführen zu können. Er beginnt an der Kirche von Courcelles-Chaussy, verläuft durch Lauterbach und endet an der evangelischen Kirche in Ludweiler.

## Architektur
Traditionell prägte das Ortsbild der Typ des sogenannten Südwestdeutschen Bauernhauses, den man in weiten Teilen des Saarlandes und Luxemburgs findet. Es handelt sich dabei um ein sogenanntes Einhaus, d. h. Wohnung und Viehstall befinden sich unter einem Dach mit durchlaufendem Dachfirst, aber in zwei getrennten Hausabteilungen. In der Fassade wird die innere Gliederung manchmal von einer Lisene (= senkrecht verlaufendes Schmucksteinband) betont. Die Fenster des Wohnteils sind oft zu beiden Seiten der Eingangstür angeordnet. Der Verputz erfolgte in der Regel mit Kalkputz. Die südwestdeutschen Einhäuser Lauterbachs waren traditionell eingeschossig und zwei Räume tief, so dass alle Wohnräume Tageslicht haben.
Da dieser Haustyp große Mengen Steine zum Bau erforderte, entstanden in der unmittelbaren Umgebung des Ortes „kleine Steinbrüche“. Gelegentlich wurden auch Überreste römischer Siedlungen im Warndtwald geplündert. Die Gewände von Fenstern, Türen und Scheunentor fertigte man mit dem heimischen Sandstein.
Durch Erbteilungen oder Verkauf wurden viele dieser Bauernhäuser in Lauterbach geteilt und die Stallseite in einen zweiten Wohnteil umgestaltet.

## Sagen aus Lauterbach
- Der Riesenhahn von Lauterbach
- Der Schwan auf dem Warndtweiher

## Bekannte Menschen aus Lauterbach
- Der sog. „Lauterbacher Pastor“ (d. i. Pastor Robert Wagner, Pastor von Lauterbach 1907–1925) war zu Anfang des 20. Jahrhunderts einer der bekanntesten Komplementärmediziner/Naturheilkundler des Saarlandes.
- Der Kunstpädagoge, bildende Künstler und Autor von Romanen und Lyrik Günter Kerner (1936–2017) wurde in Lauterbach geboren und hat den Großteil seines Lebens dort verbracht.
- Der Europameister im Amateurboxen aus dem Jahr 1957 Manfred Gaus lebt schon seit Jahrzehnten in Lauterbach.
- Der Fußballspieler Nico Weißmann wurde in Lauterbach geboren und lernte hier das Fußballspielen.
- Die Radsportlerin Lisa Klein hat ihre Kindheit in Lauterbach verbracht.